# 杉坂政典
杉坂 政典（すぎさか まさのり、1944年 - ）は、日本の実業家、工学者である。Alife Robotics社長、元大分大学工学部電気工学科教授、元日本文理大学工学部機械電気工学科教授。学位は工学博士（九州大学）。

## 略歴
- 1973年3月 - 九州大学工学研究科電気工学専攻博士課程修了[2][4]
- 1973年4月 - 大分大学助教授[2][4]
- 1981年-1982年 - ドレクセル大学客員准教授（Visiting Associate Professor）[2][4]
- 1988年8月 - 2008年3月 - 大分大学工学部電気工学科教授[2][4]
- 2008年4月 - 2012年3月 - 日本文理大学工学部機械電気工学科教授[2][4]
- 2008年4月 - Alife Robotics設立[2]

1996年からInternational Conference on Artificial Life and Robotics（ICAROB）を運営。2006年10月20日に計測自動制御学会のフェローを授与されている。

## 著書
- 入門 システム理論と制御（日刊工業新聞社、1997年3月、ISBN 978-4-526-03985-0[6]）